# Armelli
Armelli è un cognome di lingua italiana.

## Varianti
Arma, Armella, Armellin, Armellini, Armellino, Armello, Armelloni, Dall'Armellina, D'Arma, D'Armelli, Ermellini, Ermellino, Ermelloni, Ramella, Ramelli, Ramello.

## Origine e diffusione
Cognome tipicamente centro-settentrionale, è tipicamente piemontese.
Potrebbe derivare dal prenome medioevale Armella, dal latino animula, "piccola anima"; è altresì possibile la derivazione dal termine arma, "grotta".
La variante Armellin è veneta.